# Le Comptoir de Juda
Le Comptoir de Juda est le troisième tome des Passagers du vent de François Bourgeon. Il a été publié de novembre 1980 à mai 1981 dans Circus puis en album chez Glénat.

## Résumé
Les personnages Isa, Hoel, Mary et John et leur bébé Enora sont à bord de la Marie-Caroline, un navire négrier nantais commandé par le capitaine Boisboeuf. La croisière se passe pour le mieux lors de la descente vers la « côte des Esclaves ». Le navire doit faire escale au comptoir de Juda au royaume du Dahomey (actuellement Ouidah au Bénin), afin d'acheter et remplir les cales d'esclaves.
Ce commerce se fait au fort Saint-Louis de Grégoy, tenu par quelques fonctionnaires français de petite noblesse. Parmi eux, Estienne de Viaroux, teneur des livres, prend le pari avec Olivier de Montaguère, directeur du fort et Louis Paul de Genest, son bras droit, qu'il obtiendra les faveurs d'Isa ainsi que celles de Mary. Pari tenu contre l'annulation d'une dette de jeu.
Les jours qui suivent l'arrivée au fort Saint-Louis, Boisboeuf et son équipage préparent la traite, tandis que Viaroux tente de séduire Isa, qui l'éconduit systématiquement. Hoel, qui s'est présenté comme son époux veille sur elle. Voyant en lui un obstacle, Viaroux demande à Sognigbé, un acquérat (esclave de la compagnie du roi de France, qui ne peut être vendu aux négriers) qui lui est dévoué, s'il peut demander à un Vodounô (sorcier vaudou) d'empoisonner Hoel afin de le rendre légèrement malade.
Peu de temps après, Hoel perd connaissance. Soigné par Jean Rousselot, le médecin de la Marie-Caroline, Hoel est maintenu en état de santé précaire par l'eau que Sognigbé donne en cachette à l'esclave qui veille sur lui. L'abbé Forissier, aumônier du fort Saint-Louis, attire l'attention d'Isa sur certaines pratiques locales, et notamment la façon dont les Vodounôs utilisent certains poisons. Isa comprend que Hoel est victime d'une machination. Elle tente d'en savoir plus en questionnant l'esclave qui s'occupe d'Hoel, mais celle-ci est décapitée par Sognigbé, craignant qu'elle ne parle. La farce vire au tragique.
Isa décide de s'expliquer avec Viaroux, après s'être mise seins nus, et de l'obliger à révéler son rôle dans cette affaire avant que celui-ci n'apprenne la mort de l'esclave. Mais dans sa précipitation, elle ne réussit qu'à provoquer un accident avec les habitants de Caraçon, le village proche du fort Saint-Louis. Deux hommes sont tués, dont un par Aouan, un jeune Noir qui semble obéir à Viaroux.  À partir de là, le roi Kpengla, souverain du Dahomey, veut comprendre ce qui se passe sur son territoire, pourquoi un Blanc a été empoisonné, et pourquoi deux de ses sujets sont morts. Aussi, il invite Montaguère, Viaroux mais également Isa à venir dans sa capitale Abomey.
Pendant ces évènements, John Smolett a pris ses distances avec Mary et Enora. Il passe le plus clair de son temps au fort William, tenu par les Britanniques, non loin de fort Saint-Louis. Il joue son argent, il boit et perd peu à peu la raison.

## Personnages
Par ordre d'apparition :
- Mary Hereford, jeune femme accompagnant Isa, amante de John Smolett.
- Isabeau de Marnaye, l'héroïne, amante d'Hoel. Elle possède d'exceptionnelles aptitudes au tir.
- Hoel Tragan, matelot, amant d'Isa
- Boisboeuf, commandant du vaisseau la "Marie-Caroline"
- François Vignebelle, aspirant à la Marine Royale
- Capitaine Malinet
- Bernardin, premier lieutenant
- Enora, fille de Mary et John
- Jean Rousselot, chirurgien de la "Marie-Caroline"
- John Smolett, déserteur de la Royal Navy, amant de Mary
- Olivier de Montaguère, directeur du fort de Caraçon
- Louis-Paul de Genest, assistant d'Olivier de Montaguère
- Estienne de Viaroux, teneur de livres. Avec Montaguère et Genest, il parie une somme élevée qu'il obtiendra les faveurs d'Isa et Mary.
- L'abbé Forissier
- Aouan

A noter : au fil de la série, l'héroïne est constamment nommée Isa (pour Isabeau de Marnaye). C'est donc sous cette identité que la liste des personnages s'y réfère.

## Publications
- Le Comptoir de Juda, dans Circus n°32-38, Grenoble : Glénat, novembre 1980 - mai 1981.
- Le Comptoir de Juda, Grenoble : Glénat, 1981.  (ISBN 2723402150)
- Le Comptoir de Juda, Grenoble : Glénat, coll. « Caractère », 1988.  (ISBN 2723407535) Changement de collection.
- Le Comptoir de Juda, Bruxelles : Casterman, 1994.  (ISBN 2203388633) Changement de maison d'édition et de quatrième de couverture.
- Le Comptoir de Juda, [Paris :] 12bis, 2009.  (ISBN 9782356480576) Édition spéciale augmentée de sept pages ; changement de couverture et changement de maison d'édition.

## Traductions
- suédois : Fortet i Juda (trad. Lars Adelskogh), Stockholm : Carlsen / If, 1982.  (ISBN 9151028395)
- allemand : Handel mit Schwarze Ware (trad. Hedda Siebel), Reinbek bei Hamburg : Carlsen, 1982.  (ISBN 3551025037)
- norvégien : Handelsstasjonen i Juda, [Oslo :] Cappelen, 1987.  (ISBN 8202107148)
- portugais : A Feitoria de Juda, Lisbonne : Meribérica / Liber, 1988.
- espagnol : La Mercancía de Judah, Barcelone : Norma, coll. « Cimoc extra color » n°51, 1989.  (ISBN 848659572X)
- danois : Handelsstationen i Juda, Copenhague : Carlsen Comics, 1991.  (ISBN 8756221185)
- néerlandais : Handelspost Juda (trad. Kees Beentjes), Heemstede : Big Balloon, 1991.  (ISBN 9032075276)
- italien : Banco di Guida, Rome : Lizard, 1999.  (ISBN 8886456549)

### Documentation
- Vincent Bernière, « Le Comptoir de Juda », dans Les 100 plus belles planches de la bande dessinée, Beaux-Arts éditions, novembre 2016 (ISBN 9791020403100), p. 62-63
- Rodolphe, « Le Guide des meilleurs albums : Le Comptoir de Judas », dans Jean-Luc Fromental (dir.), L’Année de la bande dessinée 81/82, Paris, Temps Futurs, 1982, p. 42.